# Leatherface (band)
Leatherface was een Engelse punkband afkomstig uit Sunderland opgericht door Frankie Stubbs en Dickie Hammond in 1988. De band was actief tussen 1988 en 1994 en tussen 1998 en 2012, en heeft acht studioalbums en een reeks andere albums uitgegeven.

## Geschiedenis
Leatherface werd opgericht in augustus 1988 door Frankie Stubbs en Dickie Hammond (speelt ook in HDQ). De band liet vier studioalbums uitgeven voordat Leatherface eind 1993 werd opgeheven. Een jaar na de opheffing van de band werd er nog een mini-lp uitgegeven getiteld The Last. In 1998 kwam de band weer bij elkaar, na de dood van basgitarist Andy Crighton (Snuff). Er werden tussen 1999 en 2012 nog drie studioalbums van Leatherface uitgegeven.
In 2008 werd er door het label Rubber Factory Records een tributealbum ter ere van Leatherface uitgegeven. Het album bevat 41 nummers van meer dan 35 artiesten en bands van verschillende landen die zijn beïnvloed door de band, waaronder Hot Water Music en The Sainte Catherines.

## Discografie

### Studioalbums
- Cherry Knowle (1989, Meantime Records)
- Fill Your Boots (1990, Roughneck Records)
- Mush (1991, Roughneck Records)
- Minx (1993, Roughneck Records)
- The Last (mini-lp, 1994, Domino Records)
- Horsebox (2000, BYO Records)
- Dog Disco (2004, BYO Records)
- The Stormy Petrel (2010, Big Ugly Fish Recordings/No Idea Records/Poison City Records/Punk in Ya Face Records)

### Splitalbums
- BYO Split Series, Vol. 1 (splitalbum met Hot Water Music, 1999, BYO Records)